# Euphyia brevipalpis
Euphyia brevipalpis är en fjärilsart som beskrevs av Butler 1882. Euphyia brevipalpis ingår i släktet Euphyia och familjen mätare. Inga underarter finns listade i Catalogue of Life.